# Stepfather (álbum)
Stepfather é o quarto álbum de estúdio do grupo de hip hop People Under the Stairs.

## Faixas
1. "Intro" – 2:24
2. "Step In" – 2:59
3. "Pass The 40" – 3:38
4. "Pumpin'" – 4:13
5. "Flex Off" – 5:26
6. "Tuxedo Rap" – 5:32
7. "Days Like These" – 4:22
8. "Jamboree Part 1" – 5:26
9. "Jamboree Part 2" – 3:00
10. "The Doctor and the Kid" (featuring George Clinton) – 1:41
11. "Eat Street" – 3:23
12. "Crown Ones" – 4:52
13. "La9x" – 4:10
14. "The Brownout" – 4:30
15. "Letter To The Old School" – 2:37
16. "More Than You Know" – 3:48
17. "Reflections" (featuring Odell Johnson) – 4:46
18. "4 Dollar Afro" – 0:56
19. "You" – 3:12
20. "On & On" (featuring Kat Ouano) – 4:51